# 79-я пехотная дивизия (США)
79-я пехотная дивизия (англ. 79th Infantry Division) — воинское формирование Армии США времён мировых войн. Впервые дивизия была сформирована в августе 1917 года. Воевала на фронтах Первой мировой войны. Повторно сформирована 15 июня 1942 года. Боевые действия в Западной Европе. Воссоздана 1 декабря 2009 года.

## Командиры
- Генерал-майор Джозеф Э. Кун[англ.]